# 북동부주 (오만)

북동부 주의 위치

북동부주(아랍어: شمال الشرقية)는 오만 동부에 위치한 주로 주도는 이브라이며 인구는 242,131명(2014년 기준), 면적은
21,100km2이다.
2011년 10월 28일에 실시된 행정 구역 개편에 따라 샤르키야 지방에서 분리되어 신설되었다. 북쪽으로는 무스카트주, 동쪽으로는 남동부주, 남서쪽으로는 중부주, 서쪽으로는 다킬리야주와 접한다. 6개 구를 관할한다.

## 같이 보기
- 동아라비아